# Charles K. Williams

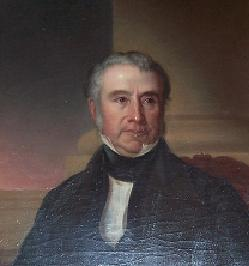
Charles K. Williams

Charles Kilbourne Williams (* 4. Januar 1782 in Cambridge, Massachusetts; † 9. März 1853 in Rutland, Vermont) war ein US-amerikanischer Jurist und Politiker und von 1850 bis 1852 Gouverneur des Bundesstaates Vermont.

## Frühe Jahre
Charles Williams kam im Jahr 1790 mit seiner Familie nach Rutland in Vermont. Sein Vater Samuel war ein Verleger und Mitbegründer der University of Vermont und verfasste das erste Geschichtsbuch von Vermont. Charles besuchte bis 1800 das Williams College. Nach einem anschließenden Jurastudium wurde er 1803 als Rechtsanwalt zugelassen. Danach wurde er Mitglied der Miliz, in der er es bis zum Generalmajor bringen sollte. Als Angehöriger dieser Truppe nahm er auch am Britisch-Amerikanischen Krieg von 1812 teil.

## Politischer Aufstieg
Zwischen 1809 und 1821 war er mit Unterbrechungen Abgeordneter im Repräsentantenhaus von Vermont. Von 1814 bis 1815 war er auch Staatsanwalt im Rutland County und von 1823 bis 1833 war er Richter am Obersten Gerichtshof von Vermont. Gleichzeitig war er von 1825 bis 1829 auch noch Leiter des Bundeszollbehörde für den Bezirk von Vermont. Von 1834 bis 1846 war er Vorsitzender Richter (Chief Justice) des obersten Gerichtshofes seines Staates. Politisch war Williams Mitglied der Whig Party und ein Gegner der Sklaverei. Im Jahr 1842 bewarb er sich erfolglos um das Amt des Gouverneurs seines Staates. In der Folge wurde er Vorsitzender eines Gutachterausschusses (Council of Censors). Im Jahr 1849 war er nochmals Mitglied der Legislative, ehe er im Jahr 1850 als Kandidat seiner Partei zum neuen Gouverneur seines Staates gewählt wurde.

## Gouverneur von Vermont und weiterer Lebenslauf
Charles Williams trat sein neues Amt am 11. Oktober 1850 an. Nach einer Wiederwahl im Jahr 1851 konnte er bis zum 1. Oktober 1852 in diesem Amt bleiben. Gouverneur Williams war, wie die Mehrheit seiner Mitbürger in Vermont, ein Anhänger der Bewegung zur Abschaffung der Sklaverei. Aus diesem Grunde wurde in dieser Zeit auch ein Gesetz (Habeas Corpus Act) zum Schutz der Menschenrechte erlassen. Nach Ablauf seiner zweiten Amtszeit verzichtete Williams auf eine neuerliche Kandidatur. Er zog sich in den Ruhestand zurück und starb bereits im folgenden Jahr. Er war mit Lucy Green Langdon verheiratet, mit der er neun Kinder hatte.